# 伊達さゆりの 伊達にラジオやってません!!!
『伊達さゆりの 伊達にラジオやってません!!!』（だてさゆりの だてにラジオやってません）は、2022年3月30日から配信されているインターネットラジオ番組。パーソナリティは声優の伊達さゆり。
番組開始から2025年3月26日までは超!A&G+にて配信されていたが、超!A&G+のサービス終了に伴い、2025年4月2日からはQloveR「超!A&G+チャンネル」での配信に移行した。文化放送地上波でも2025年4月3日よりQloveRで配信されたものがリピート放送として放送され、このリピート放送はラジオ大阪にも同時ネットされる（2023年3月30日から9月28日までも、文化放送のほか、リピート放送は東海ラジオでも同時ネット）。また、QloveRでは番組チャンネルも開設され、番組アーカイブのほか、チャンネル会員向けにおまけパートも公開される。また、伊達の出身地の地元局にあたる東北放送でも、2024年度にナイターオフシーズン限定でネットしていた。

## 概要
2021年10月29日から2022年1月29日まで『ラジオどっとあい』枠で配信された『伊達さゆりの伊達ちゃんは伊達じゃない!!!』を改題した上で、2022年3月30日から超!A&G+にて配信開始した。
この番組は、伊達がいつか「伊達にラジオやってません!!!」と胸を張って言えるようリスナーの力を借りて、たくさんの笑顔を届けていくといったものである。レギュラーとしての配信開始について、伊達は『ラジオどっとあい』の時にTwitterの番組公式ハッシュタグ「#伊達ラジ」を使用して投稿されたツイートを見て番組継続をしたいと思ったという。また、「『伊達』と『ラジオ』っていう単語を入れたいな」「やっぱ『伊達』ってちょっとインパクトあるなって個人的には思ってたので伊達は入れたい！」という考えから、面白さも含めていつか「伊達にラジオやってません!!!」と言えるようにしたいという考えから番組タイトルも『伊達さゆりの 伊達にラジオやってません!!!』に決定したという。

## 配信・放送時間
QloveR
- 超!A&G+チャンネル
  - 2025年4月2日 - ：水曜 21:30 - 22:00
- 番組チャンネル
  - 2025年4月2日 - ：水曜 22:00 更新
    - 本編アーカイブは1週間無料公開、それ以前のアーカイブは有料会員限定
    - おまけパートを有料会員限定で公開

文化放送（地上波）
- 2025年4月3日 - ：木曜 4:00 - 4:30

ラジオ大阪
- 2025年4月3日 - ：木曜 4:00 - 4:30

アーカイブ
- PodcastQR、YouTube（文化放送A&Gチャンネル）、Spotify、Amazon Musicにて水曜 22:00 更新

### 過去の配信・放送時間
超!A&G+
- 本配信
  - 2022年3月30日 - 2025年3月26日：水曜 21:30 - 22:00
- リピート配信
  - 2022年3月31日 - 2023年3月30日：木曜 9:30 - 10:00
  - 2023年7月15日 - 2024年3月30日：土曜 18:30 - 19:00
  - 2025年1月5日 - 3月30日：日曜 16:30 - 17:00

文化放送（地上波）
- 2023年3月30日 - 9月28日：木曜 2:30 - 3:00（水曜深夜）
- 2024年10月1日　- 2025年3月25日：火曜21:00 - 21:20

東海ラジオ
- 2023年3月30日 - 9月28日：木曜 2:30 - 3:00（水曜深夜）

東北放送
- 2024年10月4日 - 2025年3月21日：金曜 18:15 - 18:45

## コーナー
伊達師範の ポジティブ道場！
リスナーからアンハッピーだったエピソードを伊達がポジティブに変換する。
今夜の こ・ん・だ・て！
リスナーから届いた食材案をもとに、伊達が即興でレシピを考案する。
さゆりん みやびしゃべり
リスナーから届いたトークテーマから、和の心を持つ伊達がカタカタ語・外来語禁止トークにチャレンジする。